# کولین داگبا
کولین داگبا (فرانسوی: Colin Dagba‎؛ زادهٔ ۹ سپتامبر ۱۹۹۸) بازیکن فوتبال اهل فرانسه است.
از باشگاه‌هایی که در آن بازی کرده‌است می‌توان به باشگاه فوتبال پاری سن-ژرمن اشاره کرد.
وی همچنین در تیم ملی فوتبال زیر ۲۱ سال فرانسه بازی کرده‌است.